# Maguy Fred
Pour les articles homonymes, voir Fred.
Maguy Fred de son vrai nom Alfreda Soriaux est une chanteuse française née à Pont-sur-Sambre le 6 juillet 1905 et morte, victime d'un féminicide, le 16 novembre 1934 à Villeneuve-le-Roi.

## Biographie
Alfreda Soriaux dite Maguy Fred naît le 6 juillet 1905 à Pont-sur-Sambre. Elle est la fille d'Alfred Soriaux, un boulanger, et d'une infirmière du nom de Louise Famechon.
Maguy débute dans le monde musical à même pas vingt ans, en 1925, où on l'a retrouve au Théâtre Français de Bordeaux. Très vite son talent révélé fait d'elle une chanteuse réaliste, de style musette, suivant la même lignée que Jane Chacun ou Luce Bert. Elle interprète des titres comme Reste, Le Tango des Ivresses, ou encore Gosse de Paris. Elle fait aussi de grandes salles comme l'Empire ou l'Européen.
En 1928, à 23 ans, elle rencontre au passage Brady, l'accordéoniste et chanteur Jean Gallardini dit Galliardin, qui devient son amant. Rapidement le couple devient connu, écumants ensemble toutes les salles music-hall. Mais cette union ne durera pas, Maguy décidant de quitter Galliardin quelque temps plus tard.
Le 28 mars 1931, l'ancien couple fait la une des faits divers. Maguy Fred est victime de violences de la part de son ex-conjoint, en pleine crise de jalousie et l'ayant blessé, de trois coups de stylet à l'épaule. Malgré cette terrible scène, Maguy reprendra une vie commune avec lui.

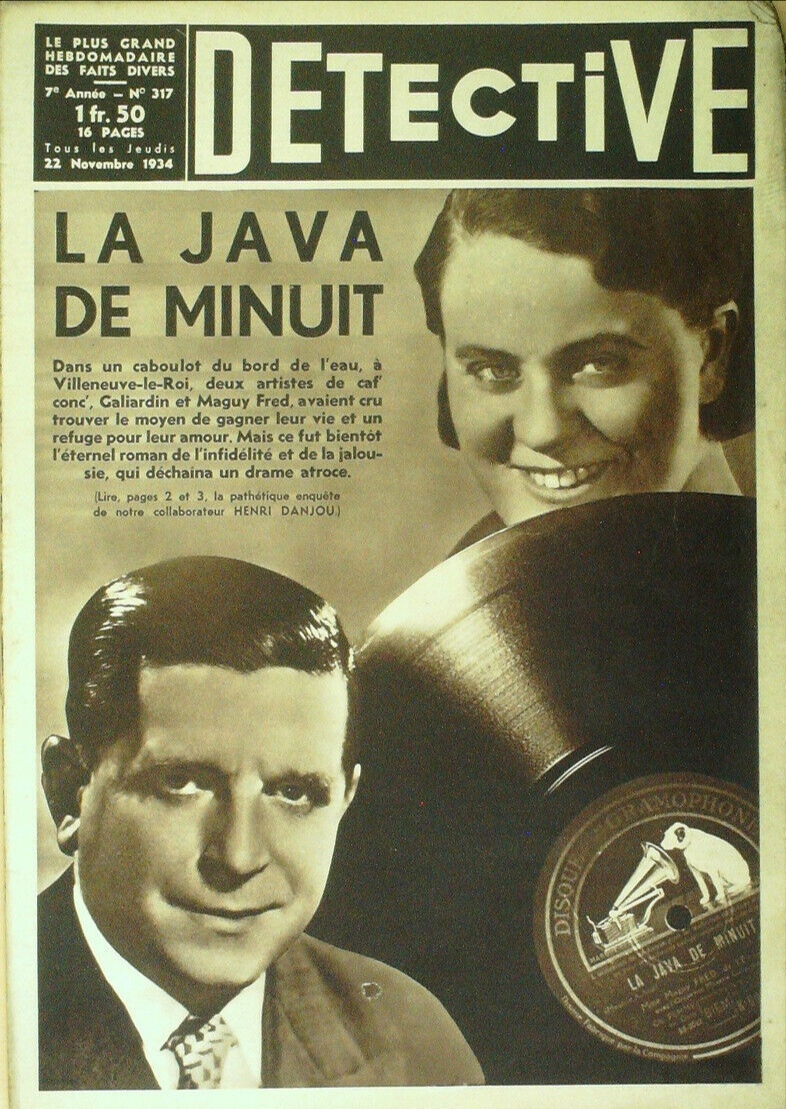
couverture du journal Le Détective n°317

Mais l'histoire tragique ne s'arrête pas là, le 17 novembre 1934, dans une guinguette de Villeneuve-le-Roi, Maguy Fred et Galliardin sont retrouvés morts dans un incendie. Un revolver 7 mm 35 est alors retrouvé ainsi que deux lettres où Galliardin mentionne qu'il souhaite mettre fin à ses jours.
Des papiers remplis de liquide inflammable montreront que le coup avait été prémédité. L'autopsie des corps montrera que Maguy avait été tuée par balle 3 jours plus tôt.
On retrouva également au fond d'une barque des valises lui appartenant, laissant penser qu'elle avait essayé une nouvelle fois le quitter. Elle meurt âgée de seulement 29 ans.

## Discographie

### Ideal
- Y a rien d'choking, 1928 (acc. orch. Laurent Halet, disque IDEAL n°8461 -  Matrice  915)
- Ah N'allez pas !, 1928 (disque IDEAL n°8462 - Matrice 916)
- Nuit de Lido, 1928 (acc. orch. Mario Gardoni, disque IDEAL n°8575 - Matrice 1033)
- Parisette, 1928  (disque IDEAL n°8576 -  Matrice 1034)
- Un tango langoureux, 1933 (disque IDEAL n°13589 -  Matrice AN 2674)
- Carioca (avec Galiardin) (disque IDEAL - Matrice AN 2675)

### Broadcast
- Mon homme à moi, 1929 (acc. Maurice Alexander, disque Broadcast n°2013 - Matrice Z 1239)
- Rédemption, 1929 (disque Broadcast - Matrice  Z 1240)
- T'aimer, te chérir, t'adorer, 1929 (disque Broadcast n°2025 - Matrice  Z1233)
- Dans la rue de Lappe (disque Broadcast -  Matrice Z 1234)
- Sous le ciel noir (disque Broadcast -  Matrice Z 1636)
- Te revoir un soir (disque Broadcast -  Matrice Z 1637)
- Drôle d'invitation (avec Jean Galiardin) (disque Broadcast -  Matrice Z 1638)
- J'nai pas compris (disque Broadcast -  Matrice Z 1645)
- La brute (disque Broadcast 2118 -  Matrice Z 1632)
- Les loin du pèze (disque Broadcast -  Matrice Z 1635)
- Les deux conférenciers (avec Jean Galiardin) (disque Broadcast 2122 -  Matrice Z 1239)
- L'homme du jardin des plantes (avec Galiardin)  (disque Broadcast -  Matrice Z 1643)
- La valse des fauchés (disque Broadcast 2136 -  Matrice Z 1633)
- Java nocturne (disque Broadcast -  Matrice Z 1634)

### Gramophone
- Bonsoir ami
- Vers toi, je reviens
- L'amour n'est pas ce que l'on pense
- Rien ne vaut tes lèvres
- Maruschka
- Gosse de Paris
- Moineau de Paris
- La petite ferme de Paris
- Dors mon petit
- Si demain tu me quittais
- Valsons Lison
- Te revoir un soir
- Sous le ciel noir
- Oh ! Que j'aime Paris
- Si tu veux partir
- Attends
- Je t'aime d'amour
- Pardon si je t'importune
- C'est moi Mélie
- Si nous étions à jamais séparés
- C'étaient deux amoureux
- Ton amour
- Redis-moi
- Comment veux-tu que je t'oublie ?
- la valse au petit jour
- Valsons Lisette
- Le tango du passé
- Encore cinquante centime
- Avec les femmes (avec Galiardin)
- Quand on n'a qu'un homme
- Je reviendrai demain matin (avec Galiardin)
- Tu passeras
- Ah ! Pourquoi mens-tu ?
- Pour un mot d'amour en passant
- Mon petit homme, c'est tout
- Ton amour, c'est ma vie
- Pourquoi ?
- Ne t'en va pas
- Une petite cabane en bois
- Ne dis pas toujours
- Mon p'tit bonhomme
- J'te vois v'nir
- Tu devrais m'aimer autrement
- Qui j'aime ?
- Miche (avec Charles Richard)
- Un mot
- Ecoutez le refrain des faubourgs
- Les souvenirs sont des fleurs
- Pas ce soir
- Quand on n'est pas jolie
- Qui pourrait t'aimer ?
- Si petite
- Le tango des ivresses
- Ne brûlez pas vos lettres d'amour
- Reste encore
- Mon p'tit coin de ciel bleu
- T'aimer un soir
- Bonsoir m'amour
- Près des rives de la Seine
- Nous ne sommes pas fait l'un pour l'autre
- Tu pleureras un jour
- Adieu ma tendresse
- Reste
- La java de minuit
- Si tu veux mon amour
- Si tu pouvais savoir
- Ecoutez l'accordéon
- C'est du cousu main (avec Galiardin)
- Le bal du coin
- N'ajoute pas une parole
- Pourquoi ?
- Quand je suis entre tes bras
- Ne va pas rire
- Ne parlez pas
- on s'aime bien tout les deux
- Console-moi
- Quand tu me dis "je t'aime"
- Laisse-moi t'aimer toujours
- La chanson de l'équipage
- Pour un sourire
- De tout mon cœur
- Pourtant
- Change
- La valse d'un amant
- La valse dans tes bras
- Près de toi
- La p'tite Nini
- Chagrin
- La chanson de minuit
- Robinson
- La valse à Gégène
- Pourquoi parlez d'amour ?
- Feuille d'automne

### Cristal
- C'est vrai, 1933 (disque Cristal  5731 -  Matrice CP 1074)

- La chanson de la marine (disque Cristal  -  Matrice CP 1076)
- Un peu de courage  (disque Cristal 5739  -  Matrice CP 1081)
- Dites-moi "Je vous aime"  (disque Cristal  -  Matrice CP 1082)
- Il faut souffrir quand on aime, 1934  (disque Cristal 5740  -  Matrice CP 1114)
- Incognita  (disque Cristal  -  Matrice CP 1115)
- Java  (disque Cristal  5755 -  Matrice CP 1108)
- Si vous l'avez (avec Durel)  (disque Cristal  -  Matrice CP 1109)
- J'aime avec mon cœur  (disque Cristal 5756  -  Matrice CP 1111)
- Viens danser quand même  (disque Cristal  -  Matrice CP 1112)
- Tu m'avais dit, 1933  (disque Cristal 5757 -  Matrice CP 1085)
- Ca lasse, 1934  (disque Cristal  -  Matrice CP 1113)
- Tout ça n'arrive qu'à moi  (disque Cristal 5758  -  Matrice CP 1110)
- Bye Bye, 1934  (disque Cristal  -  Matrice CP 1130)
- Pluie  (disque Cristal 6003  -  Matrice CP 1128)
- Une lettre de toi  (disque Cristal  -  Matrice CP 1129)

### Parlophone
- Près de toi
- Un tango langoureux
- On est si bien dans tes bras
- J'ai rêvé d'une fleur
- Des mots nouveaux
- Bye Bye
- Tu dis ça
- Mon chéri
- Paquita
- J'aime avec mon cœur
- La nuit les chats sont gris
- Un petit nid (avec Galiardin)
- Fauchés comme les blés
- Demain
- Obsession
- La java de Tabarin (avec Galiardin)
- Pars, séparons nous
- La marche des commis voyageurs (avec Galiardin)
- Entre tes griffes
- Les grands yeux noirs (avec Galiardin)
- J'n'attends plus rien
- Pour un soir de folie
- Mais quand on aime
- Bi-di-Bi-di-Boum (avec Galiardin)

### Decca
- Après un rêve, 1933 (disque DECCA Test 595-1 et 2  -  Matrice GB 4908)

### Phonodyme
- Tout ça n'arrive qu'à moi, 1934 (disque Phonodyme 1075  -  Matrice CP 1110)
- C'est vrai, 1933 (disque Phonodyme -  Matrice CP 1074)

### Magra
- Tout ça n'arrive qu'à moi (disque MAGRA n°12019 - Matrice CP 1110)
- C'est vrai (disque MAGRA - Matrice CP 1074)